# Евтим Дабев
Евтим Тимчев Дабев е български журналист, издател и политик (социалист).

## Биография
Завършва Априловската гимназия в родния си град през 1884. Работи като учител в Севлиево и Габрово. През 1886 г. започва издаването на вестник „Росица“. Смята се, че това е първото българско печатно издание, в което се публикуват материали със социалистическа насоченост. Дабев още се смята за пръв преводач и издател на марксистка литература в България – през 1890 г. издава на български „Развитие на научния социализъм“ от Фридрих Енгелс.
През 1889 г. е хвърлен в затвора от режима на Стамболов заради написването на брошурата „Сюрмашки правдини“.
В дейността си като политик Дабев се колебае между лявото и дясното крило на социалдемокрацията в България. През 1891 г. участва в Бузлуджанския конгрес заедно с привържениците на Димитър Благоев. На следващата година става част от БСДС на Янко Сакъзов и участва в списването на органа му вестник „Другар“. При обединението на двете организации в БРСДП през 1894 г. Дабев е избран в Централния комитет на новата партия. Заедно с Георги Кирков редактира вестник „Работнически вестник“ от 1897 до 1900 г.
От 1900 до 1903 г. редактира общоделското списание „Труд“, в което се противопоставя на възгледите на Благоев. При разцеплението на партията на Русенския конгрес през 1903 г. Дабев застава на страната на „широките социалисти“. От 1904 до 1905 г. редактира списание „Пролетарска заря“. Скоро след това се отказва от политическа дейност и се отдава на учителска и журналистическа практика.

## Творческа дейност
През 1885 – 1886 г. издава стихосбирката „Тъгите ми“, в която прави първи литературни опити. През 1889 г. излиза брошурата „Сюрмашки правдини“.
След оттеглянето си от политическа дейност в периода 1918 – 1930 г. пише в разни вестници и списания. През 1928 г. съвсем за кратко излиза неговото самостоятелно издание „Бележник на един социалдемократ“.